# Det jeg ser
Det jeg ser er en dansk kortfilm fra 1990, der er instrueret af Kim Peter Gyldenkvist.

## Handling
En historie om en mand, der prøver at kæmpe mod sin skæbne.